# Eveli Peterson
Eveli Peterson (* 19. Oktober 1967 in Viljandi) ist eine ehemalige estnische Biathletin.
Peterson lebt in Rua. Sie begann 1989 mit dem Biathlonsport und startete für Dünamo. Sie rückte nach der Trennung Estlands von der Sowjetunion 1991 in den Nationalkader ihres Landes auf und nahm bei den Olympischen Winterspielen 1992 in Albertville, als Frauenbiathlon erstmals olympisch war, an ihren ersten internationalen Meisterschaften teil. Im Sprint belegte sie den 58., im Einzel den 36. Platz. Mit Jelena Poljakova-Všivtseva und Krista Lepik wurde sie zudem im Staffelrennen Neunte. Die einzige Teilnahme an einer Biathlon-Weltmeisterschaft folgte 1993 in Borowetz, wo Peterson 53. des Sprints und 44. des Einzels wurde. Eine estnische Staffel war nicht am Start. Zum Karriereabschluss wurde die zweite Teilnahme bei den Olympischen Winterspielen 1994 in Lillehammer. Dort erreichte die Estin mit dem 31. Rang im Sprint und Platz 27 im Einzel ihre besten internationalen Resultate. Mit Jelena Poljakova-Všivtseva, Krista Lepik und Merle Viirmaa wurde sie zudem Zwölfte mit der estnischen Staffel. Im Weltcup kam sie zwischen 1992 und 1994 regelmäßig zum Einsatz, erreichte aber nie die Punkteränge. Bestes Resultat war ein 36. Platz zum Auftakt der Saison 1993/94 bei einem Einzel in Bad Gastein.

## Weltcup-Platzierungen
Die Tabelle zeigt alle Platzierungen (je nach Austragungsjahr einschließlich Olympische Spiele und Weltmeisterschaften).
- 1.–3. Platz: Anzahl der Podiumsplatzierungen
- Top 10: Anzahl der Platzierungen unter den ersten zehn (einschließlich Podium)
- Punkteränge: Anzahl der Platzierungen innerhalb der Punkteränge (einschließlich Podium und Top 10)
- Starts: Anzahl gelaufener Rennen in der jeweiligen Disziplin

| Platzierung                                                               | Einzel | Sprint | Verfolgung | Massenstart | Team | Staffel | Gesamt |
| ------------------------------------------------------------------------- | ------ | ------ | ---------- | ----------- | ---- | ------- | ------ |
| 1. Platz                                                                  |        |        |            |             |      |         |        |
| 2. Platz                                                                  |        |        |            |             |      |         |        |
| 3. Platz                                                                  |        |        |            |             |      |         |        |
| Top 10                                                                    |        |        |            |             |      | 1       | 1      |
| Punkteränge                                                               |        |        |            |             |      | 2       | 2      |
| Starts                                                                    | 7      | 8      |            |             |      | 2       | 17     |
| Stand: Karriereende, einschließlich WM und Olympia, Daten wohl inkomplett |        |        |            |             |      |         |        |